# Koča pri Triglavskih jezerih
Koča pri Triglavskih jezerih (1685 m) je planinska postojanka med Dvojnim triglavskim jezerom in umetnim jezerom Močivec pod ostenjem Tičarice v osrednjem delu Julijskih Alp. Prvotno kočo je leta 1880 zgradil Avstrijski turistični klub, leta 1955 in 1988 so kočo povečali in posodobili. Ima štiri gostinske prostore s 150 sedeži in točilnim pultom. Prenočišča nudi v 13 sobah s 30 posteljami in v 13 skupnih spalnicah s 170 ležišči. Koča ima tudi zimsko sobo z 18 ležišči. Kočo upravlja Planinsko društvo Ljubljana-Matica in je oskrbovana od konca junija do začetka oktobra.

## Dostopi
- od Koče pri Savici čez Komarčo (3 h)
- iz Stare Fužine čez Vogar in Dedno polje (6 h)
- iz Soče čez Velika Vrata (5–6 h)

## Ture
- na Malo Tičarico (2071 m) 1 h
- na Veliko Špičje (2398 m) 2,30 h
- na Zelnarico (2320 m) 3–4 h